# Triglochin mexicana
Triglochin mexicana là một loài thực vật có hoa trong họ Juncaginaceae. Loài này được Kunth miêu tả khoa học đầu tiên năm 1816.